# Selexyz Debuutprijs
De Selexyz Debuutprijs was een Nederlandse literaire prijs die van 2006 tot en met 2011 uitgereikt werd voor het beste prozadebuut.
De prijs was een voortzetting van de Marten Toonder/Geertjan Lubberhuizenprijs en werd georganiseerd door boekhandelsketen Selexyz en de Stichting Poets of All Nations. Het prijzengeld bedroeg 10.000 euro. Nadat in 2012 de prijs niet werd uitgereikt omdat Selexyz snel daarna op zou gaan in Polare, was er ook in 2013 geen editie. In januari 2014 bevestigde Polare dat de prijs definitief op hield te bestaan. 

## Laureaten
- 2006: Yolanda Entius voor Rakelings (uitgereikt in 2007)
- 2007: Robbert Welagen voor Lipari
- 2008: Maarten Schinkel voor Drie
- 2009: Bert Natter voor Begeerte heeft ons aangeraakt
- 2010: Franca Treur voor Dorsvloer vol confetti[1]
- 2011: Peter Buwalda voor Bonita Avenue[2]